# Paralpenus
Paralpenus is een geslacht van vlinders van de familie spinneruilen (Erebidae), uit de onderfamilie Arctiinae.

## Soorten
- P. atripes (Hampson, 1909)
- P. flavicosta (Hampson, 1909)
- P. flavizonata (Hampson, 1911)
- P. julius Kühne, 2010
- P. strigulosa (Hampson, 1901)
- P. ugandae (Hampson, 1916)
- P. wintgensi (Strand, 1909)